# Основы православной культуры
«Осно́вы правосла́вной культу́ры» (ОПК) — учебный модуль комплексного курса «Основы религиозных культур и светской этики» (ОРКСЭ), введённого Министерством образования и науки Российской Федерации в школьную практику (4-й—5-й классы средней общеобразовательной школы) в качестве федерального образовательного компонента в рамках образовательной области «Основы духовно-нравственной культуры народов России».
Русская православная церковь предпринимала попытки сделать обязательным во всех государственных школах преподавание закона Божьего. В 2002 году Министерство образования опубликовало обращённое к региональным отделам образования письмо, содержащее рекомендации о том, как вводить в школьное образование новый факультативный предмет «Основы православной культуры».
С 1 сентября 2006 года до 2009 года «Основы православной культуры» изучались в рамках регионального образовательного компонента (то есть решение о преподавании предмета принимали законодательные органы региона) в 15 регионах России. В некоторых областях курс преподавался и до 2006 года (например, в некоторых школах Смоленской области — ещё с 1991 года). Аналогичные предметы входят в программу школ Крыма и ряда школ Беларуси. Сначала предмет экспериментально был введён в 19 регионах России — с 1 апреля 2010 года, затем, с третьей четверти 2010—2011 учебного года — также в Ярославской области и республике Марий Эл, затем по всей России.
Заявленная цель предмета — ознакомить школьников с историей, культурой и основными ценностями православного христианства. Предмет представлен Министерством образования и науки как светский; преподавание ведётся светскими педагогами. Ученики либо их родители (законные представители) имеют право по своему желанию выбрать предмет «Основы православной культуры» в качестве одного из модулей обязательного предмета «Основы духовно-нравственной культуры народов России». Обучение проводится по предложенному Министерством образования и науки России единому для всех школ учебнику «Основы православной культуры» А. В. Кураева. С 2008—2009 учебного года проводится Всероссийская олимпиада по «Основам православной культуры».

## Статус и содержание
В настоящее время предмет преподаётся в 4-м классе средней общеобразовательной школы в рамках федерального образовательного компонента. Ученики либо их родители (законные представители) могут по своему желанию выбрать предмет «Основы православной культуры» в качестве одного из шести модулей (основы православной культуры, основы исламской культуры, основы буддийской культуры, основы иудейской культуры, основы мировых религиозных культур, основы светской этики) комплексного учебного курса «Основы религиозных культур и светской этики». Комплексный учебный курс «ОРКСЭ» преподаётся в 4-х классах общеобразовательных организаций во всех субъектах Российской Федерации в соответствии с распоряжениями Председателя Правительства Российской Федерации от 11 августа 2009 года (ВП-П44-4632) и Правительства Российской Федерации от 28 января 2012 года № 84-р. Согласно замыслу, этот модуль (как и все остальные модули ОРКСЭ) имеет культурологический характер и не предполагает цели приобщения учащихся к религии, не решает миссионерских задач и не служит целям катехизации.
До 2009 года курс ОПК преподавался в ряде регионов Российской Федерации в качестве регионального компонента школьного образования и решение о введении курса должен был принимать директор школы (либо РОНО) после сбора достаточного количества подписей родителей учеников за введение курса. Предмет позиционировался как светский. В 20 регионах страны (Московской, Смоленской, Курской, Рязанской, Самарской, Белгородской, Владимирской, Омской областях, Краснодарском крае и др.) местные власти заключили договоры с епархиями. В 2008 году курс являлся обязательным в пяти регионах. В 2009 году, в связи с изменением образовательных стандартов, региональный образовательный компонент был исключён.
21 июля 2009 года Министр образования и науки Российской Федерации Андрей Фурсенко сообщил о введении с 1 апреля 2010 года в ряде регионов России (19 регионов, см. список) в экспериментальном режиме, а при успешной реализации эксперимента — с 2012 года во всех регионах, образовательной гуманитарной программы «Духовно-нравственное воспитание» (впоследствии переименованной в «Основы духовно-нравственной культуры народов России»), в рамках которой ученики по своему выбору или выбору их родителей (законных представителей) могут изучать любой из шести модулей: «история и основы культуры одной из традиционных религий (православие, ислам, буддизм, иудаизм)», «история основных мировых религий», либо «основы светской этики». Преподавать предметы должны светские педагоги. Курс для каждого из модулей, включая ОПК, будет состоять из четырёх блоков, причём блоки 1 и 4, посвящённые патриотическим ценностям, межкультурному и межконфессиональному диалогу как фактору общественного согласия, будут проводиться для всех учеников вместе. Преподавать курс планировалось в 4-й четверти IV класса и 1-й четверти V класса. С 2012 года было решено преподавать курс целиком в 4-м классе (с начала учебного года).

### Учебная программа
Курс состоит из 4-х блоков. Блоки 1 и 4 — общие для всех учеников, изучающих курс Основы духовно-нравственной культуры народов России, в который входит и модуль ОПК.
Первая половина курса (первое полугодие IV класса) Архивная копия от 16 марта 2010 на Wayback Machine
Блок 1. Введение. Духовные ценности и нравственные идеалы в жизни человека и общества. (1 час)
- Урок 1. Россия — наша Родина.

Блок 2. Основы религиозных культур и светской этики. Часть 1. (16 часов)
- Урок 2. Православие и культура.
- Урок 3. Отношения Бога и человека в православии[15].
- Урок 4. Православная молитва.
- Урок 5. Библия и Евангелие.
- Урок 6. Проповедь Христа.
- Урок 7. Христос и Его Крест.
- Урок 8. Пасха.
- Урок 9. Православное учение о человеке.
- Урок 10. Добро и зло. Совесть.
- Урок 11. Заповеди.
- Урок 12. Милосердие.
- Урок 13. Золотое правило этики.
- Урок 14. Храм.
- Урок 15. Икона.
- Урок 16. Зачётные задания.
- Урок 17. Обобщающий урок.

Вторая половина курса (второе полугодие IV класса)
Блок 3. Основы религиозных культур и светской этики. Часть 2. (12 часов).
- Урок 1 (18). Как христианство пришло на Русь
- Урок 2 (19). Христианское отношение к природе
- Урок 3 (20). Христианская семья
- Урок 4 (21). Христианин на войне
- Урок 5 (22). Христианин в труде
- Урок 6 (23). Подвиг
- Урок 7 (24). Заповеди блаженств
- Урок 8 (25). Зачем творить добро?
- Урок 9 (26). Чудо в жизни христианина
- Урок 10 (27). Какими Бог видит людей
- Урок 11 (28). Литургия
- Урок 12 (29). Монастырь

Блок 4. Духовные традиции многонационального народа России. (5 часов)
- Урок 30. Любовь и уважение к Отечеству. Патриотизм многонационального и многоконфессионального народа России.
- Урок 31. Подготовка творческих проектов.
- Урок 32. Выступление обучающихся со своими творческими работами: «Как я понимаю православие», «Как я понимаю ислам», «Как я понимаю буддизм», «Как я понимаю иудаизм», «Что такое этика?», «Значение религии в жизни человека и общества», «Памятники религиозной культуры (в моём городе, селе)» и т. д.
- Урок 33. Выступление обучающихся со своими творческими работами: «Моё отношение к миру», «Моё отношение к людям», «Моё отношение к России», «С чего начинается Родина», «Герои России», «Вклад моей семьи в благополучие и процветание Отечества (труд, ратный подвиг, творчество и т. п.)», «Мой дедушка — защитник Родины», «Мой друг», и т. д.
- Урок 34. Презентация творческих проектов на тему «Диалог культур во имя гражданского мира и согласия» (народное творчество, стихи, песни, кухня народов России и т. д.).

## История преподавания предмета
В Смоленской области курс ОПК преподавался в отдельных школах ещё с 1991 года. В Курской области преподавание предмета в государственных школах области было введено распоряжением губернатора в 1996/1997 учебном году, в Московской — в 2000/2001-м, в Белгородской — в 2002/2003-м.
1 июля 1999 года был создан имеющий статус консультативного органа Координационный совет по взаимодействию Министерства образования РФ и Московской патриархии Русской православной церкви. 15 августа 2000 года председатель отдела Московского патриархата по религиозному образованию и катехизации Иоанн (Экономцев) доложил Архиерейскому собору РПЦ, что договор о сотрудничестве Министерства образования и Русской православной церкви был подготовлен и заключён, и что Министерство образования обязалось содействовать организации преподавания предмета «Основы православной культуры» в рамках учебной программы.
С 1 сентября 2006 года предмет «Основы православной культуры» преподавался в 15 регионах России в рамках регионального компонента образования, то есть по решению законодательного органа региона — без общей для всех регионов программы и учебников. В четырёх регионах — Белгородской, Калужской, Брянской и Смоленской областях, предмет был утверждён в качестве обязательного компонента школьной программы. Ещё в 11 регионах (Рязанская, Орловская, Тверская, Московская, Курская, Самарская, Владимирская, Новгородская, Свердловская, Архангельская область и Мордовия) предмет преподавался на факультативной основе. Некоторые из этих 15-регионов более подробно рассмотрены ниже. По словам Патриарха Московского и всея Руси Алексия II, сказанным на заседании Священного синода Русской православной церкви, в общей сложности в декабре 2006 года «Основы православной культуры» и другие аналогичные факультативы преподавались в 11 184 общеобразовательных школах России. По утверждению лидера Союза христианского возрождения Владимира Осипова, в 2007 году предмет преподавался как минимум в 36 регионах, в 5 регионах курс игнорировался.

### Краткая хронология
- 1999 — Патриарх Алексий II в своём циркуляре от 9 декабря 1999 года призвал организовать преподавание основ православной культуры в государственных и муниципальных образовательных учреждениях[25]. Создан Координационный совет по взаимодействию Минобрнауки и Русской православной церкви. Подписан договор о сотрудничестве, регламентирующий работу Совета.
- 2002 — Минобрнауки с участием представителей Русской православной церкви подготовило и направило в регионы Примерное содержание образования по учебному предмету «Православная культура»[26].
- 2006 — В Минобрнауки создана рабочая группа по проблемам изучения истории и культуры религии (православия) в системе образования.
- 2007 — Подготовлено и направлено[27] в органы управления образованием субъектов РФ письмо Департамента государственной политики и нормативно-правового регулирования в сфере образования Минобрнауки России от 13 июля 2007 года № 03-1584. К письму прилагается Примерное соглашение о сотрудничестве органа управления образованием субъекта Российской Федерации и централизованной религиозной организации (наименование епархии) епархии Русской православной церкви (Московский патриархат).
- 1 декабря 2007 — Президент РФ подписал Федеральный закон «О внесении изменений в отдельные законодательные акты Российской Федерации в части изменения понятия и структуры государственного образования», ликвидирующий региональный и школьный компоненты образования[28].
- 20—21 декабря 2007 — Минобрнауки с участием Русской православной церкви организовало в Калуге общероссийскую конференцию «Государственные образовательные стандарты нового поколения в контексте формирования нравственных и духовных ценностей обучающихся». Участниками конференции была единогласно принята и в целом одобрена Концепция включения в новое поколение государственных стандартов общего среднего образования учебного предмета «Православная культура» в составе новой образовательной области учебного плана «Духовно-нравственная культура».
- 2 августа 2009 — Президент РФ направил поручение Правительству РФ о подготовке введения (в 2010 году в 18 субъектах РФ, а с 2012 года — во всех субъектах РФ) в общеобразовательных учреждениях предмета Основы религиозных культур и светской этики[29].
- 11 августа 2009 — Распоряжение Председателя Правительства Российской Федерации № ВП-П44-4632.
- 29 октября 2009 — Распоряжением Правительства Российской Федерации[30] создан Межведомственный координационный совет[31] по реализации плана мероприятий по апробации в 2009—2011 годах комплексного учебного курса для общеобразовательных учреждений «Основы религиозных культур и светской этики».
- 1 апреля 2010 года — Начало преподавания предмета в 19 регионах России в рамках федерального компонента образования[5].
- 1 сентября 2012 года — Начало преподавания предмета во всех регионах России.

### Ход эксперимента до 2009 года — региональный этап

#### Белгородская область
В Белгородской области предмет ОПК был введён для 10-11-х классов средних общеобразовательных школ в сентябре 2002 года. В июле 2006 года законодательное собрание области в соответствии с законом Российской Федерации «Об образовании» утвердило предмет «Православная культура» в региональном базисном учебном плане со второго по одиннадцатый класс. Изучение предмета было предусмотрено в объёме одного часа в неделю. Ученики могли не ходить на эти занятия, в этом случае они не аттестовывались. Программа курса для областных школ была разработана на теологическом факультете Белгородского университета. Предмет носил информативный характер и являлся религиозно-познавательным; преподавание не сопровождалось совершением религиозных обрядов. Перед принятием решения была разработана и апробирована программа, подготовлено региональное учебное пособие, прошедшее региональную экспертизу, повышена квалификация у 800 учителей. После введения курса ОПК в Белгородской области произошла конфликтная ситуация. Учащиеся одной из школ во время урока православной культуры работали на картофельных полях Воскресенского женского монастыря. Некоторые родители забирали детей из школ, где урок ОПК в расписании ставили не первым или последним, а вторым-третьим. Было опубликовано обращение 4 родителей учащихся Белянской средней школы Шебекинского района Белгородской области с критикой преподавания ОПК в области. Вскоре после этого было опубликовано заявление 227 родителей учащихся этой же школы в защиту предмета «Православная культура». Исполком Всемирного конгресса татар выразил решительный протест, в котором говорилось, что курс ОПК — бомба замедленного действия и может способствовать росту межконфессиональной и межнациональной розни. Пресс-служба Белгородской и Старооскольской епархии распространила заявление с опровержением выдвинутых претензий.

#### Брянская область
В Брянской области курс ОПК был введён с 1 сентября 2006 года по приказу Департамента образования в начальной, средней и старшей школе. Опрос среди родителей показал малое количество отказов от курса. С 1-го по 4-й класс курс вводился как обязательный предмет, в средней и старшей школе — в форме факультатива. Курс был введён в сетку часов последним или первым уроком, если же в середине учебного дня, то дежурный учитель занимался с теми учениками, кто не посещает курс. В старших классах курс преподавался учителями общественных дисциплин. Проведённый среди учителей опрос показал полезность и актуальность курса. После введения курса родители детей мусульман, иудеев и пасторы 11 протестантских религиозных организаций писали письма в Госдуму, Общественную палату и прокуратуру с просьбой защитить их конституционные права. В одном из писем говорилось: «Во время изучения ОПК речь идёт в большей степени о религиозных традициях православной церкви, и их должны изучать активные прихожане РПЦ. Получается, что „нетрадиционно“ верующих не только ограничивают в правах, но и вместе с остальными инакомыслящими налогоплательщиками фактически заставляют оплачивать конфессиональное образование в светской школе».

#### Калужская область
В Калужской области курс ОПК был введён с 1 сентября 2006 года в качестве регионального компонента. Предмет преподавался с 5-го по 11-й класс один раз в неделю на факультативной основе. До 2006 года курс преподавался в течение нескольких лет в некоторых школах области. В сентябре 2008 года, согласно данным опроса жителей области, 70 % учащихся и 85 % родителей положительно оценили возможность введения в школьную программу предмета «Основы православной культуры». По состоянию на эту дату курс на добровольной основе изучали более 10 тысяч учащихся из 130 школ 23 районов области.

#### Курская область
15 декабря 1996 года губернатор Курской области А. Руцкой подписал постановление № 675 «Об утверждении программы изучения православной культуры в Курской области», в соответствии с которым в 300 государственных школах области было введено преподавание православной культуры. Программа полностью финансировалась из областного бюджета. Реализацией программы занималась лаборатория русской школы под руководством профессора В. М. Меньшикова, созданная распоряжением губернатора Курской области от 10 апреля 1997 года № 227-р и открытая на базе Курского педагогического университета.
Были заключены планы совместной работы между Администрацией области и епархиальным управлением; комитетом по образованию и епархиальным управлением; Курским педуниверситетом и епархиальным управлением; Курским педуниверситетом и Курской духовной семинарией; Курским педуниверситетом и Курской православной гимназией. Для определения основных направлений работы был создан общественный совет в составе руководителей органов образования, учебных заведений, представители культуры и общественности, преподавателей и духовенства. Возглавлял совет митрополит Курский и Рыльский Иувеналий.
К 2002 году преподавание Основ православной культуры велось в большей части школ города и области. После введения предмета было отмечено положительное влияние уроков православной культуры на эмоциональное и нравственное состояние детей, улучшение отношений между школьниками, снижение агрессивности. В 2007/2008 учебном году курс ОПК в Курской области изучался в формах урока (19,7 %), факультатива (69,2 %) или кружка (10,2 %), как часть школьного или регионального компонента.

#### Мордовия
В школах Мордовии факультатив «Основ православной культуры» был введён с 1 сентября 2006 года в 7-11 классах. Методическое пособие для курса было совместно разработано историко-социологическим институтом Мордовского государственного университета имени Н. П. Огарёва и Саранской епархией.

#### Московская область
С 1 сентября 2000 года курс ОПК преподавался в Московской области на факультативной основе. За этот срок, по словам областного министра образования Лидии Антоновой, в регионе «не возникло ни одной проблемной ситуации с родителями детей, исповедующими другие религии».
В 2002 году в Московской области курс ОПК преподавался в ряде районов, например, в Балашихинском и Мытищинском, в наибольшей степени — в Ногинском районе, в котором в 2000—2001 учебном году «Основы православной культуры» преподавали в школах 43 муниципальных образований из 48 (в остальных местные священники проводили беседы со школьниками), а также в 5 детсадах. В 2002 году предмет изучали уже в 47 школах в общей сложности около 7000 детей — более четверти всех школьников Ногинского района.

#### Пензенская область
В Пензенской области архиепископ Пензенский и Кузнецкий Филарет (Карагодин) призвал начать преподавание основ православия во всех школах региона. Архиепископ заверил, что получил разрешение на преподавание предмета в Минобрнауки России (позже эта информация не подтвердилась). На этот призыв откликнулась администрация Пензенского района области. Начальник районного отдела образования Евгений Кададов издал приказ о введении «в экспериментальном порядке» в учебные планы школ на 2008—2009 учебный год обязательных уроков православной культуры. В школы района завезли неутверждённые Министерством образования РФ учебники «Основы православной культуры» для 5-11-х классов. По заявлению чиновника, в дальнейшем религиозно-образовательный эксперимент планировалось распространить и на остальные районы области. Реализация проекта прекратилась только после протеста мусульман, которые, ссылаясь на позицию Минобрнауки России о преподавании предмета только по желанию ученика и с согласия его родителей, подали жалобу в местную прокуратуру. В декабре 2008 года, прокуратура провела проверку районного отдела образования, который внёс в учебные планы районных школ на 2008—2009 учебный год обязательный предмет «Православная культура», признала введение предмета «Православная культура» незаконным и вынесла представление о привлечении виновных чиновников к дисциплинарной ответственности в виде штрафа.

#### Рязанская область
В Рязанской области «Основы православной культуры» были введены с 1 сентября 2006 года в 194 образовательных учреждениях. Предмет являлся светским историко-культурным факультативным курсом и читался только с согласия родителей и по собственному желанию учеников. В 2005 году предмет преподавался в 60 школах области. В 2007 году Основы православной культуры в области изучали около 9 тысяч учеников.

#### Смоленская область
В Смоленской области курс «Основы православной культуры» изучался в некоторых школах ещё с 1991 года. В 2000 году при Смоленском епархиальном управлении были открыты первые курсы повышения квалификации для учителей по курсу ОПК, преобразованные в 2004 году в двухгодичные курсы объёмом 400 часов, а в 2006 году — в курсы объёмом 450 часов. За восемь лет выпускниками курсов стали свыше 900 преподавателей образовательных учреждений и 100 воспитателей детских садов.
С 1 сентября 2006 года предмет ОПК был введён в области в качестве регионального компонента образовательной программы. По состоянию на эту дату предмету обучалось 16 тыс. школьников в 450 государственных школах области под руководством 500 педагогов. По словам ведущего специалиста Департамента по образованию, науке и молодёжной политике Смоленской области Марины Андрицовой, в 2006 году изучение ОПК в области имело добровольный характер.
Также в области изучался сходный предмет — «История православной культуры земли Смоленской», который по состоянию на 2009 год преподавался во всех школах области, где есть восьмые классы. В 2009 году этот курс изучали 8761 учащихся 486 школ. Кроме того, преподаётся ориентированная на православную культуру «Азбука Смоленского края» — в 507 школах для тринадцати с половиной тысяч учеников.

#### Тверская область
В Тверской области курс ОПК был введён с 1 сентября 2007 года для учеников вторых и пятых классов. В марте 2007 года факультет повышения квалификации преподавателей вузов Тверского государственного университета объявил набор слушателей из числа преподавателей вузов и средних специальных учебных заведений на повышение квалификации по программе «Основы православной культуры: теория и методика преподавания в школе и вузе» в объёме 144 часов. Занятия проходили с 24 сентября по 29 октября 2007 года.
По словам заместителя губернатора Тверской области Ольги Пищулиной, по итогам первого учебного года (2007—2008) ОПК был введён во всех муниципальных образованиях области в общей сложности в 59 % школ. Предмет изучали более 11 тысяч учеников. Доклады преподавателей показали, что в целом дети и родители очень хорошо воспринимают новый предмет. В качестве одной из основных проблем было указано недостаточно хорошее методическое обеспечение курса.

#### Чувашская Республика
В марте 2006 года Министерство образования Чувашии подписало соглашение о сотрудничестве в сфере духовного и нравственного воспитания детей и молодежи с Чебоксарско-Чувашской епархией. В ряде школ были введены факультативы по основам православной культуры. По данным на 20 января 2009 года, в республике общее число образовательных учреждений, в которых изучали историю и культуру религии — 133 (22,5 % от общего количества образовательных учреждений), количество учащихся, изучающих историю и культуру религии — 5462 (4,3 % от общего числа школьников). Количество часов, отводимых на изучение истории и культуры религии в начальных, средних, старших классах составляло соответственно по два часа. За основу были взяты учебные пособия, разработанные преподавателями АНО «Московская педагогическая академия».
С 2009—2010 учебного года школы Чувашии участвовали в пилотном проекте по преподаванию учебного курса «Основы религиозных культур и светской этики» в 4—5 классах.
С целью презентации модуля «Основы православной культуры» перед педагогической общественностью Чувашии 24 марта 2010 года Чебоксары посетил автор первого официального учебника по «Основам православной культуры» протодиакон А. В. Кураев. 17 июня 2010 г. в Чувашском государственном университете состоялась очередная встреча протодиакона А. В. Кураева с педагогической общественностью с участием митрополита Чебоксарского и Чувашского Варнавы и министра образования и молодёжной политики Чувашии Г. П. Черновой, на которой были подведены итоги преподавания основ православной культуры.
По данным опроса родителей школьников 4-х классов, в 2009—2010 учебном году «Основы мировых религиозных культур» выбрали для изучения 42,9 % чувашских школьников, "Основы православной культуры — 31 %, «Основы светской этики» — 24,4 %, «Основы исламской культуры» — 1,7 % учащихся.
В 2011—2012 учебном году обучением по модулям курса Основы религиозных культур и светской этики охвачено более 11,4 тысячи учащихся 4-х классов, из них 41,78 % выбрали для изучения модуль «Основы православной культуры».

#### Другие регионы
В феврале 2006 года проект факультативного преподавания курса «ОПК» с 5-го по 9-й классы был одобрен законодательным собранием Владимирской области.
В Орловской области курс «Основы православной культуры» преподавался в качестве регионального компонента с начала 2006 года практически во всех школах.
В Самарской области в феврале 2006 года совет ректоров рекомендовал расширить преподавание «Основ православной культуры» в образовательных учреждениях региона.

#### Статистика отношения к предмету в обществе
14-17 августа 2009 года аналитическим центром Юрия Левады был проведён опрос по вопросу преподавания Основ православной культуры. Ответы на вопрос: «Как вы относитесь к планам введения в школах предмета ОПК?» — распределились следующим образом:
| \| целиком положительно \| 25% \| \| скорее положительно \| 44% \| \| скорее отрицательно \| 13% \| \| резко отрицательно \| 6% \| \| затрудняюсь ответить \| 11% \| |     |
| |     |
| целиком положительно | 25% |
| скорее положительно | 44% |
| скорее отрицательно | 13% |
| резко отрицательно | 6%  |
| затрудняюсь ответить | 11% |

Проведённый в сентябре 2009 года опрос ВЦИОМ показал, что в период с 2001 по 2009 год количество положительно ответивших на вопрос «Вы были бы за или против, чтобы в школе детям преподавали основы религии, Закон Божий?» выросло с 48 % до 53 %. Одновременно с 36 % до 27 % снизилась доля тех, кто выступает против введения в школьную программу такого предмета. Согласно опросу, курс «Основ одной из четырёх традиционных религий России» выбрали бы для своего ребёнка 21 % опрошенных, курс «Основ светской этики» — 19 %. Наибольшее одобрение идея введения в школьную программу основ религии, Закона Божьего вызывает у жителей крупных городов (58 %), женщин (58 %), пожилых и малообразованных россиян (65 % и 69 % соответственно), наименьшую же поддержку ей оказывают москвичи и петербуржцы (43 %), мужчины (48 %), молодёжь до 24 лет (42 %) и обладатели среднего образования (49 %). В отношении данной статистики критиками подчёркивается двойственность постановки вопроса, в котором смешиваются разные понятия — светский предмет «Основы религии» и религиозный курс «Закон Божий».

#### Итог
В конце января 2008 года на Рождественских чтениях в Кремле Андрей Фурсенко заявил, что концепция курса «Духовно-нравственная культура» (позднее назван «Основы религиозных культур и светской этики»; в данный курс входит и ОПК) «направлена в Российскую академию образования для использования при разработке новых стандартов». Русская православная церковь также смягчила позиции и более не требует делать ОПК обязательным, предлагая родителям, исходя из личных предпочтений, самим выбрать религию, которую будет изучать их ребёнок.

### Ход эксперимента в 2010—2011 годы — федеральный этап

Доля выбравших курс ОПК к 1 апреля 2010 года среди 19 субъектов Российской Федерации.

Основой разработки и введения в учебный процесс общеобразовательных школ комплексного учебного курса «Основы религиозных культур и светской этики», в который входит ОПК, является Поручение Президента Российской Федерации от 2 августа 2009 года и Распоряжение Председателя Правительства Российской Федерации от 11 августа 2009 года № ВП-П44-4632.
В период с 1 апреля 2010 года до 2011 года предмет «Основы православной культуры» преподавался в экспериментальном режиме в 19 регионах России в рамках курса «Основы религиозных культур и светской этики» в качестве федерального образовательного компонента, то есть по приказу Министерства образования и науки Российской Федерации. По результатам эксперимента было принято решение о преподавании курса во всех регионах России с 2012 года. Предмет преподавался в 4-й четверти 4-го класса и 1-й четверти 5-го класса средней общеобразовательной школы.
Согласно заявлению на заседании Общественного совета при Минобрнауки России ректора Академии повышения квалификации и профессиональной переподготовки работников образования Эдуарда Никитина, с 15 января 2010 года тысяча преподавателей из 19 регионов прослушали учебный курс «Основы религиозных культур и светской этики». Продолжительность их подготовки составила девять дней (72 часа). Повышение квалификации включало изучение авторских учебников по основным модулям, входящим в состав курса, в том числе ОПК. При этом преподаватели могли напрямую пообщаться с авторами учебных пособий. Каждый тренер-преподаватель, получивший сертификат, в свою очередь, к концу марта 2010 года обучил 15 педагогов средних школ.
Минобрнауки России и Общественная палата обещали внимательно следить за тем, чтобы регионы не навязывали школьникам какую-то одну дисциплину в рамках курса «Основы религиозных культур и светской этики», чтобы права детей, представляющих религиозные меньшинства, не ущемлялись, а светская суть предмета не подменялась религиозным воспитанием. По словам замминистра образования и науки РФ Исаака Калины, родители, которые посчитают, что права их детей нарушаются, могут обратиться в координационные органы, созданные при губернаторах и вице-губернаторах, в которые войдут представители конфессий, педагоги и общественные деятели. При необходимости родители также могут пожаловаться в районный отдел образования.
Доля школьников 4-го класса, выбравших «Основы православной культуры» к 1 апреля 2010 года:
| Округ                             | Область                      | Доля (Общее количество) школьников, выбравших ОПК |
| Центральный федеральный округ     | Тамбовская область           | 55% (4616)                                        |
| Центральный федеральный округ     | Тверская область             | 62,3% (более 6680)                                |
| Центральный федеральный округ     | Костромская область          | 75% (более 4080)                                  |
| Северо-Западный федеральный округ | Вологодская область          | 57% (5915)                                        |
| Северо-Западный федеральный округ | Калининградская область      | 34% (2494)                                        |
| Сибирский федеральный округ       | Красноярский край            | 19,1% (4804)                                      |
| Сибирский федеральный округ       | Новосибирская область        | 18,5% (5143)                                      |
| Сибирский федеральный округ       | Томская область              | 18,57%                                            |
| Дальневосточный федеральный округ | Еврейская автономная область | 61,26% (1050)                                     |
| Дальневосточный федеральный округ | Камчатский край              | 39% (893)                                         |
| Уральский федеральный округ       | Курганская область           | 20% (1764)                                        |
| Уральский федеральный округ       | Свердловская область         | 20,6% (7255)                                      |
| Приволжский федеральный округ     | Пензенская область           | ~0%                                               |
| Приволжский федеральный округ     | Удмуртская Республика        | 16% (более 2230)                                  |
| Приволжский федеральный округ     | Чувашская Республика         | 34,8% (более 3920)                                |
| Южный федеральный округ           | Чечня                        | 0,36% (73)                                        |
| Южный федеральный округ           | Карачаево-Черкесия           | 20% (841)                                         |
| Южный федеральный округ           | Республика Калмыкия          | 30% (898)                                         |
| Южный федеральный округ           | Ставропольский край          | более 60%                                         |

В соответствии с количеством заявок школы заказали 82 тысячи учебников модуля «Основы православной культуры», что составляет четверть от общего количества выпущенных учебников по всем шести модулям курса «Основы религиозных культур и светской этики». Для сравнения, учебников по основам исламской, иудейской, буддийской культуры было заказано 40 тысяч, 14 тысяч и 12 тысяч соответственно, по «Основам мировых религиозных культур» — 58 тысяч, по «Основам светской этики» — 123 тысячи.

### Другие страны

#### Беларусь
По словам министра образования Республики Беларусь Александра Радькова, Министерством образования Республики Беларусь и Белорусским экзархатом Русской православной церкви подготовлена программа факультативного курса «Основы православной культуры. Святыни белорусского народа» для 1—11-х классов общеобразовательной школы. Введение курса предполагается в 2011—2015 годах. В 2009 году факультативные курсы «Основы православной культуры», «Духовные основы культуры», «Культура и религия» преподавались в 30 школах Минской области и Минска (около 5 % от общего числа этих учебных заведений).
В августе 2010 года была опубликована программа учебного предмета «Основы православной культуры. Православные святыни восточных славян». Факультативные занятия по данному предмету вводятся с 2010—2011 учебного года в учреждениях среднего образования Беларуси с 1-го по 11-й классы.

#### Молдова
Синод Православной церкви Молдовы на заседаниях 17 марта и 16 апреля 2010 года благословил проведение национального референдума об обязательном преподавании «Основ православия» и сбор подписей в поддержку референдума. 7 мая 2010 года с посланием в поддержку преподавания предмета обратился митрополит Кишинёвский Владимир. 4 июня 2010 года Центральная избирательная комиссия Республики Молдова приняла решение о том, что сбор подписей в поддержку референдума об обязательном изучении «Основ православия» может проводиться в период с 14 июня по 14 сентября 2010 года.
С 1 сентября 2010 года в молдавских школах начинается факультативное преподавание религии. В этой связи Православная церковь Молдовы считает необходимым проведение референдума по вопросу о преподавании отдельного предмета «Основ православия» в школах республики. 22 августа 2010 года в обращении к митрополиту Кишиневскому и всея Молдавии Владимиру и иерархам Православной церкви Молдовы патриарх Кирилл высказал надежду, что во взаимодействии с государственной властью епископат Православной церкви Молдовы сумеет решить важную задачу преподавания предмета «Основы православной культуры» в средних учебных заведениях страны.

## Учебники по ОПК
За время проведения эксперимента по преподаванию «Основ православной культуры» в качестве регионального компонента образования был написан и использовался ряд учебников и учебно-методических пособий.
На 2019 год в федеральный перечень, одобренный приказом Минпросвещения России, входят пять учебников по ОПК.

### Учебник Аллы Бородиной
Хронологически первым учебником по курсу является книга «История религиозной культуры: Основы православной культуры: Учебник для основной и старшей ступеней общеобразовательных школ, лицеев, гимназий» заместителя директора московской школы № 1148, методиста Московского института переподготовки работников образования Московского комитета образования (МИПРО МКО, ныне Московский институт открытого образования) А. В. Бородиной, разрабатывавшей этот курс с 1996 года. Учебник вышел в 2002 году и вызвал значительный резонанс в обществе и неоднозначные оценки.
Положительно об учебнике высказывались представители Русской православной церкви. В то же время ряд экспертов высказал мнение, что в учебнике содержатся конфессиональные и националистические идеи, а также «некорректные высказывания, способствующие разжиганию религиозной и национальной розни». Учебник был несколько отредактирован и опубликован во второй редакции в 2003 году, хотя в нём были оставлены фрагменты, вызывавшие наибольшие протесты. Учебник был одобрен Координационным советом по взаимодействию Министерства образования и науки Российской Федерации и Московского патриархата, но не получил грифа Министерства образования Российской Федерации и не может использоваться в общеобразовательном процессе.
Игумен Петр (Мещеринов) отмечал в 2006 году: «Несмотря на неоднократные заявления Патриарха, что это должен быть культурологический предмет, совершенно явно протаскивается в школы Закон Божий, причём в самом неудачном варианте. Я проанализировал несколько учебников и методических пособий — все они никакого отношения собственно к культуре не имеют, все они — переложение учебника Закона Божия протоиерея Серафима Слободского».

### Учебник Андрея Кураева

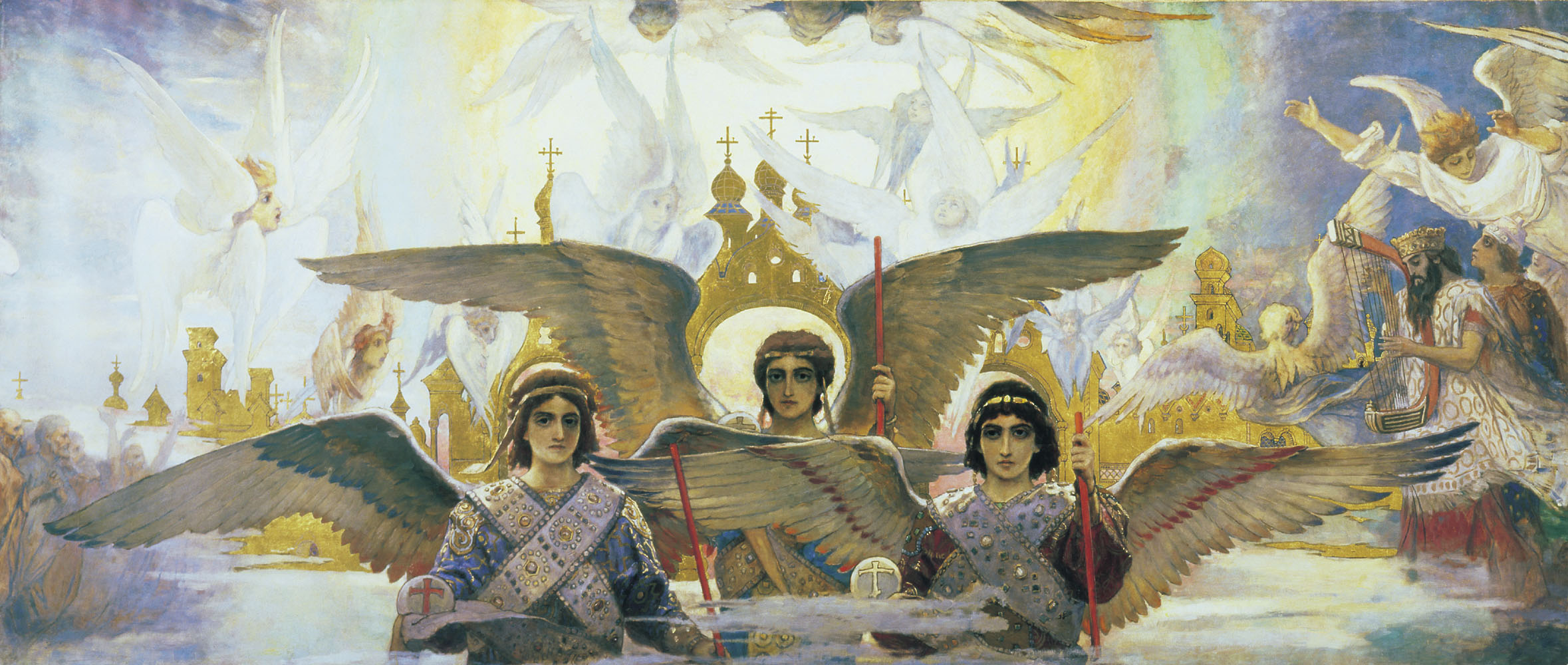
В. Васнецов. «Радость праведных о Господе». Роспись купола Владимирского собора. Иллюстрация из учебника Андрея Кураева: Урок 23 — Православие о Божием суде

Первым из учебников по «Основам православной культуры», вошедшим в федеральный перечень по этому предмету, является учебник, созданный кандидатом философских наук, профессором Московской духовной академии протодиаконом Андреем Кураевым. Неофициальное издание учебника доступно на сайте Православие и мир с иллюстрациями и авторским вариантом третьего урока, который впоследствии был существенно отредактирован в издательстве «Просвещение». Также Кураевым подготовлено Поурочное чтение для курса «Основы православной культуры» Архивная копия от 28 марта 2010 на Wayback Machine.

#### История появления учебника
Разработка учебного пособия «Основы православной культуры» была предусмотрена планом мероприятий по апробации в 2009—2011 годах комплексного учебного курса для общеобразовательных учреждений «Основы религиозных культур и светской этики», утверждённым Распоряжением Правительства Российской Федерации от 29 октября 2009 года № 1578-р. В соответствии с этим распоряжением Министерство образования и науки было обязано обеспечить координацию и контроль реализации плана мероприятий. По утверждению члена рабочей группы по созданию учебников, члена-корреспондента РАН, доктора философских наук А. В. Смирнова, из шести модулей, образующих курс «Основы религиозных культур и светской этики», четыре модуля — основы православной культуры и других религиозных культур — с самого начала были отданы конфессиям, учёные не принимали участия в написании этих модулей, научная экспертиза не была встроена в процесс подготовки авторских текстов.
1 июля 2009 года распоряжением патриарха Кирилла в рамках РПЦ были образованы Редакционный совет и Редакционная коллегия по написанию нового учебника «Основы православной культуры». Андрей Кураев был избран секретарём Редакционного совета и председателем Редакционной коллегии. Он подчеркнул, что в учебниках не должно быть критики других религий и утверждений, которые могли бы быть использованы как аргументы о превосходстве одной религии над другой.
16 ноября 2009 года в конференц-зале Высоко-Петровского монастыря в Москве состоялось первое заседание Редакционной коллегии, на котором присутствовали 10 членов. На рассмотрение поступили два проекта учебника по «Основам православной культуры». Первый подготовлен под руководством доктора педагогических наук Л. Л. Шевченко и охватывает материал для учащихся 4-х и 5-х классов. Второй — под руководством А. Кураева; для 4-го класса. Рассмотрев оба проекта, Редколлегия рекомендовала к дальнейшей работе «учебник Кураева». За рекомендацию рукописи Кураева проголосовало большинство членов редколлегии.
28 декабря 2009 года в Красном зале палат Храма Христа Спасителя в Москве состоялось первое заседание Редакционного совета под председательством патриарха Кирилла. После дискуссии было принято решение представить от РПЦ рукопись Кураева для участия в федеральном эксперименте по преподаванию основ религиозной культуры и светской этики в 2010—2012 гг. Министерству образования и науки РФ.
Затем рукопись учебника была направлена в издательство «Просвещение». По утверждению Кураева, в издательстве серьёзной редакторской правке и сокращению в 2,5 раза подвергся урок 3 — «Отношения Бога и человека в православии». По свидетельству координатора группы разработчиков учебно-методического обеспечения курса, заведующей кафедрой философии религии СПбГУ Марианны Шахнович, в этом разделе на самом последнем этапе работы появились полторы страницы, связанные с креационистскими представлениями о мире, которых не было в предыдущей версии рукописи. Структура Вселенной интерпретировалась не с точки зрения современной физики, а с богословских позиций. Заслуженный юрист Российской Федерации, автор Конституции России Сергей Шахрай провёл экспертизу упомянутого раздела и не обнаружил в нём противоречий Конституции Российской Федерации и установленному ею светскому характеру государства.
В феврале-марте 2010 года Андрей Кураев по благословению патриарха Кирилла и при поддержке Отдела религиозного образования и катехизации РПЦ в рамках апробации учебника провёл ряд встреч с педагогами, которые будут принимать участие в федеральном эксперименте по преподаванию ОПК.

#### Экспертные заключения
На учебник получены положительные заключения Российской академии образования (РАО) и Российской академии наук.
Учебник А. В. Кураева получил ряд положительных внешних рецензий, включая рекомендации нескольких академиков РАО. На сайте Кураева опубликованы положительные отзывы на учебник от заведующего кафедрой психологии личности факультета психологии МГУ, профессора, академика РАО А. Г. Асмолова, академика РАО А. Ф. Киселёва, академика РАО, заведующего кафедрой философской и психологической антропологии Российского государственного педагогического университета им. А. И. Герцена А. А. Королькова, начальника управления образования и науки Тамбовской области, доктора педагогических наук, профессора Н. Е. Астафьевой, профессора Вильнюсского педагогического университета, эксперта по нравственному воспитанию при Министерстве образования Литовской республики О. Л. Янушкявичене, главного специалиста управления образования г. Железногорск-Илимский Иркутской области В. А. Нечушкиной, руководителя Федерального Агентства по делам молодежи В. Г. Якеменко.
В официальной рецензии Российской академии образования (РАО) на предварительную версию рукописи учебника (по состоянию на 2 декабря 2009 года), подписанной академиком РАО, доктором педагогических наук профессором М. В. Рыжаковым, академиком РАО, доктором философских наук профессором Г. Н. Филоновым, доктором педагогических наук А. А. Журиным и кандидатом педагогических наук С. И. Гудилиной наряду с методическими достоинствами учебника (хорошая структурированность и проработка заданий для учащихся) отмечен ряд недостатков, в частности, вероучительный характер учебника, наличие большого числа молитв, отсутствие упоминаний о связи православной культуры с культурами других мировых религий. Указывается на сложный для восприятия учащимися 4—5 классов язык. В выводе указывается на необходимость правки рукописи и на то, что в современном виде она может быть рекомендована к печати в качестве дополнительных материалов для учащихся, проявляющих особый интерес к Православию. Впоследствии текст рукописи редактировался как автором, так и издательством «Просвещение».
Экспертами, работающими в Российской академии наук, по заказу издательства «Просвещение» были проанализированы шесть подготовленных в 2010 году учебников по курсу «Основы религиозных культур и светской этики», в том числе по ОПК, и по всем были даны негативные отзывы.
Заместитель директора Института философии РАН, доктор философских наук, член-корреспондент РАН А. В. Смирнов, заведующий сектором философии исламского мира ИФ РАН, наряду с отрицательной оценкой учебника «Основы исламской культуры», сделал также обобщения о недопустимости использования учебников по всем четырём религиозным модулям в школах Российской Федерации: «Учебник [Основы религиозных культур и светской этики] содержит многочисленные признаки грубого нарушения Конституции РФ в части двух статей: статьи № 14, объявляющей РФ светским государством, и статьи № 13, запрещающей навязывание какой-либо идеологии. Учебник агрессивно, в миссионерском ключе грубо навязывает ученикам определённую религиозную идеологию, открыто враждебную светскому государству. … Учебник несостоятелен в научном плане. Начнём с названия: „светской этики“, как известно, в природе нет так же, как там нет религиозной или светской алгебры: этика — это раздел философии, и она по определению не бывает светской или несветской. Ряд из четырёх религий с пристегнутой к ним „светской этикой“ — просто бессмыслица. … никакого научного обсуждения этого учебника и не предполагалось … процесс создания учебника в части названных модулей сознательно был спланирован так, чтобы полностью передать его конфессиям, отстранив учёных от какого-либо участия».
В одном из интервью А. В. Смирнов, отметив, что экспертизу модуля ОПК делали не в Институте философии РАН, и он сам «не готов высказываться по нему профессионально», дал общую оценку модуля, заявив, «что его общая направленность не является приемлемой для светской школы. И этот учебник ещё больше других нацелен на то, чтобы человека христианизировать, превратить в православного. Это первое. Второе. Понятие „культура“ там подменено понятием „религия“. И у автора учебника Кураева даже не возникает идеи, что культура — это нечто другое. И у всех авторов учебника также».
В рецензии Д. М. Сахарных подробно разбираются особенности учебника именно как учебного пособия по заявленной тематике, и даётся заключение о непригодности этого пособия для преподавания в общеобразовательных учреждениях — из-за подмены тематики курса, когда вместо «основ православной культуры» излагаются «основы православной доктрины», а также катехизаторского, а не культуроведческого подхода автора к подаче материала; также отмечен ряд методических и дидактических недостатков учебника, отсутствие биографического и страноведческого материала, необходимого для раскрытия предмета.

### Пособия для учителей
В период преподавания курса ОПК в качестве регионального компонента в различных регионах России использовался ряд пособий для учителей, в их числе пособия, подготовленные А. В. Бородиной, книга для учителя «Основы православной культуры в первом классе» (2002), подготовленная О. К. Харитоновой под ред. протоиерея Виктора Дорофеева; книга для учителя «Я иду на урок в начальную школу: Основы православной культуры» (2001) и пособия, подготовленные рядом других авторов.
Пособие «Я иду на урок в начальную школу: Основы православной культуры» было рекомендовано Координационным советом по взаимодействию между Министерством образования и Русской Православной Церковью. По мнению критиков, в пособии есть места, указывающие на теологический, а не светский, характер учебника. В учебнике есть разделы посвящённые обучению православной догматике и ритуальному поведению: «Бог — Творец мира», «Библия — Книга книг», «Как надо молиться?», «Каким должен быть православный человек?» (1 кл.), «Поведение в храме. Жизнь православного человека» (3 кл.).
Православным Свято-Тихоновским гуманитарным университетом подготовлено Методическое обеспечение экспериментальных уроков по Основам православной культуры для 4-5 классов к учебнику, написанному Андреем Кураевым.

## Всероссийская олимпиада по «Основам православной культуры»
Предмет «Основы православной культуры» в 2007 году был включён Министерством образования и науки в число школьных «олимпийских» дисциплин. Олимпиада по комплексу предметов, связанных с изучением истории и культуры православия проводится для учащихся 5—11 классов всех видов образовательных учреждений каждый учебный год с 1 октября по 15 мая (начиная с 2008—2009 года) в четыре этапа: школьный, муниципальный, региональный и заключительный. Организацией олимпиады занимается Православный Свято-Тихоновский гуманитарный университет (ПСТГУ).
Школьный этап проводится в октябре. На написание работы отводится 1 академический час, работы участников проверяет жюри олимпиады на местах. Муниципальный этап, в котором принимают участие школьники, вышедшие в финал школьного этапа, проводится в ноябре. Региональный этап проводится в декабре-январе. В региональном этапе принимают участие школьники, вышедшие в финал муниципального этапа. Заключительный этап проводится ПСТГУ в апреле в городе Москве в очной форме.
Первая Всероссийская олимпиада по Основам православной культуры «Русь Святая, храни веру Православную!» прошла по благословению патриарха Алексия II, при поддержке Министерства образования РФ и Совета ректоров России в 2008—2009 годах. Организация, информационное обеспечение и проведение олимпиады были возложены на ПСТГУ.

## Позиция президента В. В. Путина по вопросу преподавания ОПК
13 сентября 2007 года президент России В. В. Путин на заседании Совета по реализации приоритетных национальных проектов и демографической политике заявил, что изучение в государственных школах предметов религиозной тематики нельзя делать обязательным, ибо это противоречит Конституции Российской Федерации. Отметив, что он выступает за воспитание детей «в духе наших четырёх религий», президент подчеркнул необходимость «найти приемлемую для всего общества форму».

## Позиция президента Д. А. Медведева по вопросу преподавания ОПК
21 июля 2009 года президент России Д. А. Медведев на встрече в Барвихе с главами основных религиозных конфессий России патриархом Кириллом, муфтиями Бердиевым, Гайнутдином и Таджуддином, главным раввином Берлом Лазаром и Пандита-хамбо-ламой Аюшеевым поддержал идею преподавания в российских школах основ религиозной культуры, в том числе ОПК. Наряду с этим должны преподаваться курсы истории основных конфессий и основ светской этики. По мнению президента, преподавать эти предметы должны светские педагоги, а выбор изучаемого курса должен быть только добровольным, поскольку «любое принуждение по этому вопросу не только носит незаконный характер, но и будет абсолютно контрпродуктивным».

## Поддержка курса

### Со стороны Русской православной церкви
Курс Основ православной культуры в 2006 и 2007 году был поддержан на официальном уровне Патриархом Московским и всея Руси Алексием II и митрополитом Кириллом. В сане патриарха Кирилл также поддержал введение предмета ОПК и, в том числе, возглавлял Редакционный совет по написанию школьного учебника по этому предмету. В марте 2010 года в поддержку курса высказался глава синодального Отдела религиозного образования и катехизации епископ Зарайский Меркурий.
30 марта 2012 года председатель Синодального информационного отдела Московского Патриархата Владимир Легойда в программе «Вести. Комментарии» Новосибирской телерадиокомпании высказался в поддержку введения в школы предмета «Основы православной культуры» как важного для понимания русской культуры.

### Со стороны общественных организаций
9 декабря 2002 года Некоммерческим партнёрством «Родительский комитет» было направлено Открытое письмо Президенту РФ В. В. Путину в поддержку введения в школах страны предмета «Основы православной культуры». Под Открытым письмом поставили подписи 38 062 человека из 43 регионов России. В 2004 году Межрелигиозный совет России (МСР) высказался за введение в школах преподавания основ православной культуры и религиоведческого курса.
В 2006 году Исследовательский Фонд «Межвузовская ассоциация молодых историков-филологов» обратился к президенту и правительству РФ с открытым письмом, в котором также высказался за введение курса ОПК. В октябре 2007 года в Москву были доставлены обращения в поддержку преподавания ОПК, подписанные несколькими десятками тысяч жителей Саратовской и Тамбовской областей. В 2006 году Общественная палата Российской Федерации утверждала, что в школах нужно преподавать по выбору одну из традиционных религий России. По мнению председателя комиссии по толерантности Валерия Тишкова, основы православной культуры в школе отвечают запросам подавляющего большинства населения — православных, но и права исповедующих другие религии не должны ущемляться.

### Со стороны представителей науки
1 ноября 2007 года было опубликовано письмо академиков РАН Г. С. Голицына, Г. А. Заварзина и Т. М. Энеева и членов-корреспондентов РАН Г. В. Мальцева и Ф. Ф. Кузнецова, в котором авторы отмечают, что добровольное изучение религиозной культуры в государственных и муниципальных общеобразовательных учреждениях не нарушает законодательство Российской Федерации и что право учащихся на ознакомление с религиозной культурой своего народа неоспоримо и гарантировано общепризнанными принципами и нормами международного права, международными актами о правах человека. В феврале 2008 года было опубликовано обращение к президенту РФ с поддержкой добровольного изучения школьниками религиозной культуры православного христианства, под которым подписалось 225 докторов и кандидатов наук.

### Со стороны других религиозных объединений
Преподавание ОПК поддержали архиепископ Римско-католической церкви, представитель Святого Престола в России Антонио Меннини, Евангелическо-лютеранская церковь Финляндии. Русская православная старообрядческая церковь (РПСЦ) на Освящённом соборе, прошедшем в Рогожском посёлке в Москве 20—22 октября 2009 года, обсуждала участие представителя старообрядцев в подготовке учебного пособия по предмету «Основы православной культуры» и приняла решение «одобрить участие представителей Русской Православной Старообрядческой Церкви в разработке курса „Основы духовной культуры“ и его компоненты — предмета „Основы православной культуры“». Митрополит Корнилий (РПСЦ) выступал за взаимодействие в этом вопросе с Московской патриархией.
Преподавание курса поддержали председатель Координационного центра мусульман Северного Кавказа шейх Магомед Албогачиев, заместитель председателя Центрального духовного управления мусульман России Фарид Салман и Конгресс еврейских религиозных организаций и объединений в России.

### Митинги
Митинги в поддержку преподавания в российских школах «Основ православной культуры» прошли 19 сентября и 27 ноября 2006 года перед зданием Общественной палаты на Миусской площади и 15 марта 2008 года на Славянской площади в центре Москвы.

## «Основы православной культуры» и «Закон Божий»
В начале 2006 года на пресс-конференции «Основы православной культуры — концепция жизни и творчества», проведённой в рамках XIV Международных Рождественских образовательных чтений, выступавшими критиковался «отрыв человека от Бога», декларировался «переходный» характер ОПК и рассматривалась возможность законодательных инициатив, легитимизирующих введение в школах предмета «Закон Божий». Депутатом Государственной Думы А. В. Чуевым для легитимизации курса предлагалось внести поправки в закон об образовании и закон «О свободе совести и вероисповедания». Чуев также указывал на то, что в ближайшее время, вследствие изменений в законодательстве, юридически станет возможным введение предмета «Закон Божий» в школьные программы. «Мы эту проблему решаем», заявил он.
Представители академической науки неоднократно выражали мнение, что светские культурологические и религиоведческие знания в школе способствуют повышению образовательного уровня и улучшению взаимопонимания между представителями различных национальностей и религиозных убеждений, однако одновременно высказывали опасения, что вместо светского предмета в школах предпринимаются систематические попытки ввести «Закон Божий», и что подобное внедрение церкви в сферу образования грубо нарушает Конституцию страны.
В 2006 году, по словам директора Центра изучения религий РГГУ Николая Шабурова, прикрываясь светским содержанием предмета ОПК, его сторонники ратовали за преподавание «Закона Божия», нарушая право на свободу вероисповедания и свободомыслия. С точкой зрения Шабурова в 2007 году соглашался протодиакон Андрей Кураев, говоря, что «во многих школах происходит подмена понятий и практик: объявляют культурологическую дисциплину „Основы православной культуры“, а на самом деле начинается религиозная индоктринация детей. Это незаконно и нечестно».

## Критика

### Со стороны религиозных объединений
Против введения в учебный процесс ОПК неоднократно выступали представители и приверженцы различных конфессий и религий: Русская древлеправославная церковь, католики и протестанты, иудеи, мусульмане. Против обязательных религиозных курсов, но допуская факультативное преподавание, выступали последователи буддизма.

### Со стороны общественных и политических деятелей и организаций
В марте 2009 года Президент Башкирии Муртаза Рахимов обвинил федеральную власть в насаждении православия в школах, отметив, что, по его мнению, «насаждение православия даст отрицательный эффект у людей, придерживающихся иных верований, вызовет обратную реакцию и толкнёт их к радикализму».
О некультурологическом, но миссионерском характере учебников основ религиозных культур, выпущенных в 2010 году, об опасности преподавания в светской школе основ одной из четырёх религий, вводящего разделение детей на сепаратные группы по религиозному и конфессиональному признаку, свидетельствует экспертное заключение Московского бюро по правам человека на комплексный учебный курс «Основы религиозных культур и светской этики».
Публицист, журналист А. Г. Невзоров в рамках цикла «Уроки атеизма» на канале пользователя NevzorovTV 18 февраля 2012 года разместил ролик «Как уберечь детей от изучения ОПК», в котором разъяснял причины и способы отказа от изучения школьниками «Основ православной культуры». 20 апреля 2012 года А. Г. Невзоров разместил ролик «Об уроках религоведения в начальной школе», записанном для Челябинской областной детской школы кино и телевидения (молодёжный телепроект «Наше время»), в котором указал на необходимость отказа от изучения религий и религиоведения в школе.
Против введения обязательного курса ОПК выступили атеисты. 20 февраля 2008 года участники «Атеистического дискуссионного клуба» обратились к Д. А. Медведеву (тогда кандидату в президенты) с открытым письмом, разместив его на форуме Д. А. Медведева.
Против обязательного преподавания в школах «Основ православной культуры» 18 февраля 2008 года выступила Федерация еврейских общин России, заявив в резолюции своего IV съезда «Против обязательного преподавания в школах основ православной культуры», что «считает преподавание в школах „Основ православной культуры“ и основ других религий — каждой по отдельности — в рамках курса „Духовно-нравственная культура“ крайне нежелательным явлением в условиях сложившегося в российском обществе религиозного и национального равновесия».
Губернатор Воронежской области Владимир Кулаков и заслуженный юрист РФ Михаил Барщевский высказывались против преференций в пользу какой-то одной религии.

### Со стороны представителей науки
Против преподавания курса выступили десять академиков РАН (Е. Александров, Ж. Алфёров, Г. Абелев, Л. Барков, А. Воробьёв, В. Гинзбург, С. Г. Инге-Вечтомов, Э. Кругляков, М. В. Садовский, А. Черепащук; см. Письмо десяти академиков), письмо которых президенту Путину вызвало широкий общественный резонанс, и 1700 российских учёных (научные работники без степеней, кандидаты и доктора наук).
Некоторые представители академической науки неоднократно выступали против преподавания православия как отдельного школьного предмета и против ратующих за введение такого преподавания.
В 2010 году экспертиза учебника «Основы религиозных культур и светской этики» была проведена сотрудниками Института философии РАН. Не отрицая необходимости преподавания курса, все эксперты подчеркнули, что существующий учебник не может быть рекомендован, поскольку во всех разделах подменяет ознакомление с религиозными культурами откровенной религиозной пропагандой и «содержит многочисленные признаки грубого нарушения Конституции РФ в части двух статей: статьи № 14, объявляющей РФ светским государством, и статьи № 13, запрещающей навязывание какой-либо идеологии».

### Пикеты
Пикеты против ОПК проводились: «Свободными радикалами» в Москве у здания РАН 31 июля 2007 года, при поддержке других организаций, и в Новопушкинском сквере 1 октября 2008 года;
членами народно-демократической партии «Ватан» в Москве на Пушкинской площади 3 октября 2008 года;
представителями Железнодорожного райкома КПРФ в Новосибирске у Вознесенского собора 23 августа 2009 года (участие приняли также члены АКМ, РКСМ, РКРП и ВКБ);
старообрядцами, атеистами и коммунистами в Челябинске.